# Friday Night in San Francisco
Friday Night in San Francisco är ett musikalbum av Al Di Meola, John McLaughlin och Paco de Lucía som spelades in 1980 och började säljas 1981.